# Skalenelastizität
In der Produktionstheorie gibt die Skalenelastizität an, um wie viel Prozent sich die Produktionsmenge (Output) erhöht, wenn die Einsatzmengen aller Produktionsfaktoren (Inputs) gleichzeitig um ein Prozent erhöht werden. 
Bei einer differenzierbaren Produktionsfunktion kann die Skalenelastizität aus den partiellen Produktionselastizitäten berechnet werden:

{\displaystyle \lambda =\sum _{i=1}^{n}\sigma _{i}=\sum _{i=1}^{n}{\frac {\partial y}{\partial x_{i}}}\cdot {\frac {x_{i}}{y}}}

mit {\displaystyle \lambda } = Skalenelastizität, 
{\displaystyle n} = Anzahl der Inputs,
{\displaystyle \sigma _{i}} = partielle Produktionselastizität des {\displaystyle i}-ten Inputs,
{\displaystyle y} = Produktionsmenge und
{\displaystyle x_{i}} = Einsatzmenge des {\displaystyle i}-ten Inputs.
Ist die Produktionsfunktion linear homogen, dann beträgt die Skalenelastizität 1. Eine Erhöhung der Einsatzmengen aller Produktionsfaktoren um ein Prozent führt auch zu einer Erhöhung der Produktionsmenge um ein Prozent. 
Von positiven Skaleneffekten, steigenden Skalenerträgen oder von einer Skalenelastizität größer eins spricht man, wenn die Produktionsmenge um mehr als ein Prozent gesteigert wird, wenn alle Produktionsfaktoren gleichzeitig um ein Prozent erhöht werden.
Von negativen Skaleneffekten, fallenden Skalenerträgen oder von einer Skalenelastizität kleiner eins spricht man, wenn die Produktionsmenge um weniger als ein Prozent gesteigert wird, wenn alle Produktionsfaktoren gleichzeitig um ein Prozent erhöht werden.
Bei der CES-Produktionsfunktion lässt sich die Skalenelastizität unmittelbar als Summe der Exponenten der Inputmengen (z. B. Arbeit A und Kapital K) ablesen. Insbesondere gilt dies für die Cobb-Douglas-Produktionsfunktion, die zu den CES-Produktionsfunktionen gehört. 

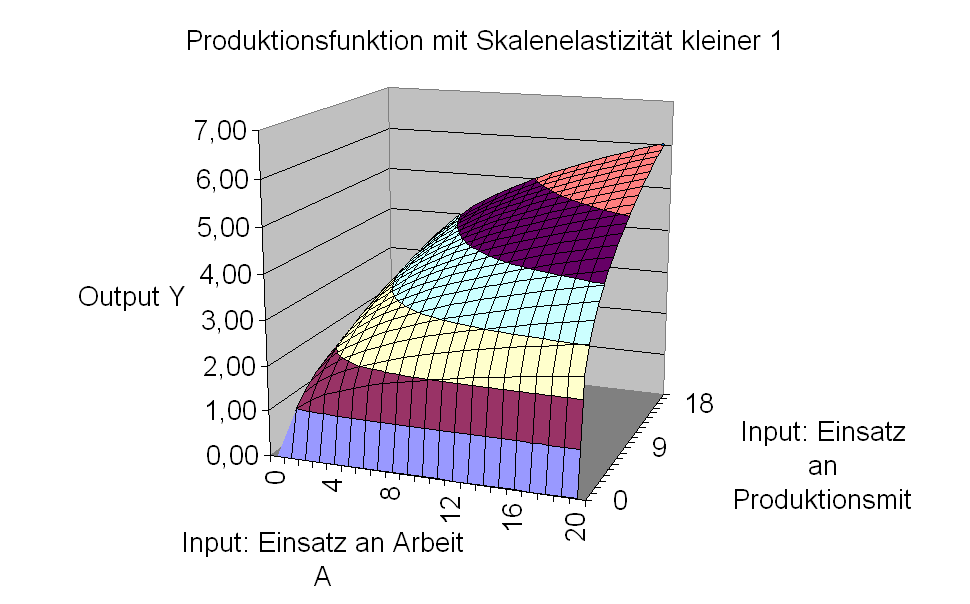
Abb. 1: Skalenelastizität kleiner 1
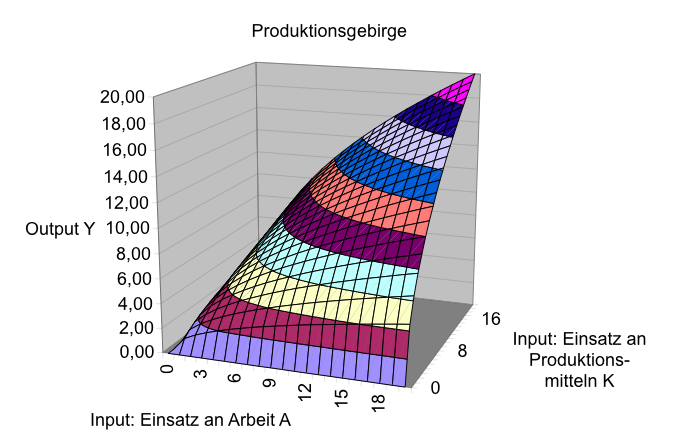
Abb 2: Skalenelastizität gleich 1
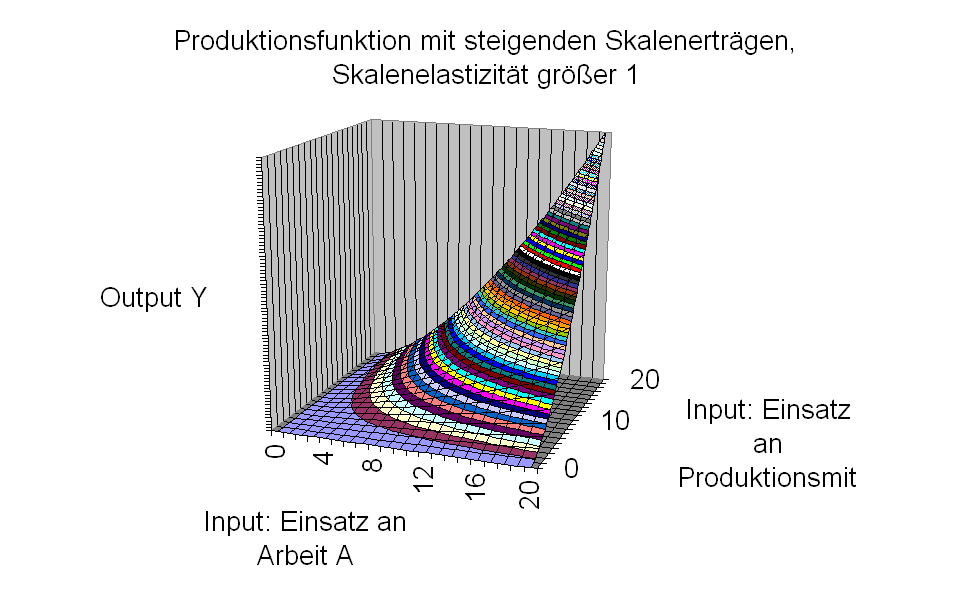
Abb. 3: Skalenelastizität größer 1